# Distrito de Condom
El distrito de Condom es un distrito (en francés arrondissement) de Francia, que se localiza en el departamento de Gers, de la région de Mediodía-Pirineos (en francés Midi-Pyrénées). Cuenta con 11 cantones y 159 comunas.

## División territorial

### Cantones
Los cantones del distrito de Condom son:
1. Cantón de Cazaubon
2. Cantón de Condom
3. Cantón de Eauze
4. Cantón de Fleurance
5. Cantón de Lectoure
6. Cantón de Mauvezin
7. Cantón de Miradoux
8. Cantón de Montréal
9. Cantón de Nogaro
10. Cantón de Saint-Clar
11. Cantón de Valence-sur-Baïse

### Comunas
| 1. Arblade-le-Haut (32005)           | 2. Avensac (32021)                 | 3. Avezan (32023)               | 4. Ayguetinte (32024)                   |
| 5. Ayzieu (32025)                    | 6. Bajonnette (32026)              | 7. Bascous (32031)              | 8. Beaucaire (32035)                    |
| 9. Beaumont (32037)                  | 10. Berrac (32047)                 | 11. Bezolles (32052)            | 12. Bivès (32055)                       |
| 13. Blaziert (32057)                 | 14. Bonas (32059)                  | 15. Bourrouillan (32062)        | 16. Bretagne-d'Armagnac (32064)         |
| 17. Brugnens (32066)                 | 18. Béraut (32044)                 | 19. Bétous (32049)              | 20. Cadeilhan (32068)                   |
| 21. Campagne-d'Armagnac (32073)      | 22. Cassaigne (32075)              | 23. Castelnau-d'Arbieu (32078)  | 24. Castelnau-d'Auzan (32079)           |
| 25. Castelnau-sur-l'Auvignon (32080) | 26. Castet-Arrouy (32085)          | 27. Castex-d'Armagnac (32087)   | 28. Castéra-Lectourois (32082)          |
| 29. Castéra-Verduzan (32083)         | 30. Castéron (32084)               | 31. Caupenne-d'Armagnac (32094) | 32. Caussens (32095)                    |
| 33. Cazaubon (32096)                 | 34. Cazeneuve (32100)              | 35. Condom (32107)              | 36. Courrensan (32110)                  |
| 37. Cravencères (32113)              | 38. Céran (32101)                  | 39. Cézan (32102)               | 40. Dému (32115)                        |
| 41. Eauze (32119)                    | 42. Espas (32125)                  | 43. Estang (32127)              | 44. Estramiac (32129)                   |
| 45. Flamarens (32131)                | 46. Fleurance (32132)              | 47. Fourcès (32133)             | 48. Gaudonville (32139)                 |
| 49. Gavarret-sur-Aulouste (32142)    | 50. Gazaupouy (32143)              | 51. Gimbrède (32146)            | 52. Gondrin (32149)                     |
| 53. Goutz (32150)                    | 54. Homps (32154)                  | 55. Le Houga (32155)            | 56. L'Isle-Bouzon (32158)               |
| 57. Justian (32166)                  | 58. Labarrère (32168)              | 59. Labrihe (32173)             | 60. Lagarde (32176)                     |
| 61. Lagardère (32178)                | 62. Lagraulet-du-Gers (32180)      | 63. Lalanne (32184)             | 64. Lamothe-Goas (32188)                |
| 65. Lanne-Soubiran (32191)           | 66. Lannemaignan (32189)           | 67. Lannepax (32190)            | 68. Larressingle (32194)                |
| 69. Larroque-Engalin (32195)         | 70. Larroque-Saint-Sernin (32196)  | 71. Larroque-sur-l'Osse (32197) | 72. Larée (32193)                       |
| 73. Laujuzan (32202)                 | 74. Lauraët (32203)                | 75. Lectoure (32208)            | 76. Lias-d'Armagnac (32211)             |
| 77. Ligardes (32212)                 | 78. Loubédat (32214)               | 79. Luppé-Violles (32220)       | 80. Magnan (32222)                      |
| 81. Magnas (32223)                   | 82. Maignaut-Tauzia (32224)        | 83. Manciet (32227)             | 84. Mansempuy (32229)                   |
| 85. Mansencôme (32230)               | 86. Maravat (32232)                | 87. Marguestau (32236)          | 88. Marsolan (32239)                    |
| 89. Mas-d'Auvignon (32241)           | 90. Mauléon-d'Armagnac (32243)     | 91. Maupas (32246)              | 92. Mauroux (32248)                     |
| 93. Mauvezin (32249)                 | 94. Miradoux (32253)               | 95. Miramont-Latour (32255)     | 96. Monclar (32264)                     |
| 97. Monfort (32269)                  | 98. Monguilhem (32271)             | 99. Monlezun-d'Armagnac (32274) | 100. Montestruc-sur-Gers (32286)        |
| 101. Montréal (32290)                | 102. Mormès (32291)                | 103. Mouchan (32292)            | 104. Mourède (32294)                    |
| 105. Nogaro (32296)                  | 106. Noulens (32299)               | 107. Panjas (32305)             | 108. Pauilhac (32306)                   |
| 109. Perchède (32310)                | 110. Pergain-Taillac (32311)       | 111. Pessoulens (32313)         | 112. Peyrecave (32314)                  |
| 113. Pis (32318)                     | 114. Plieux (32320)                | 115. Pouy-Roquelaure (32328)    | 116. Préchac (32329)                    |
| 117. Puységur (32337)                | 118. Ramouzens (32338)             | 119. La Romieu (32345)          | 120. Roquepine (32350)                  |
| 121. Roques (32351)                  | 122. Rozès (32352)                 | 123. Réans (32340)              | 124. Réjaumont (32341)                  |
| 125. Saint-Antoine (32358)           | 126. Saint-Antonin (32359)         | 127. Saint-Avit-Frandat (32364) | 128. Saint-Brès (32366)                 |
| 129. Saint-Clar (32370)              | 130. Saint-Créac (32371)           | 131. Saint-Griède (32380)       | 132. Saint-Léonard (32385)              |
| 133. Saint-Martin-d'Armagnac (32390) | 134. Saint-Martin-de-Goyne (32391) | 135. Saint-Mézard (32396)       | 136. Saint-Orens (32399)                |
| 137. Saint-Orens-Pouy-Petit (32400)  | 138. Saint-Paul-de-Baïse (32402)   | 139. Saint-Puy (32404)          | 140. Sainte-Christie-d'Armagnac (32369) |
| 141. Sainte-Gemme (32376)            | 142. Sainte-Mère (32395)           | 143. Sainte-Radegonde (32405)   | 144. Salles-d'Armagnac (32408)          |
| 145. Sarrant (32416)                 | 146. La Sauvetat (32417)           | 147. Sempesserre (32429)        | 148. Sion (32434)                       |
| 149. Solomiac (32436)                | 150. Sorbets (32437)               | 151. Séailles (32423)           | 152. Sérempuy (32431)                   |
| 153. Taybosc (32441)                 | 154. Terraube (32442)              | 155. Toujouse (32449)           | 156. Tournecoupe (32452)                |
| 157. Urdens (32457)                  | 158. Urgosse (32458)               | 159. Valence-sur-Baïse (32459)  |                                         |